# Jovsa
Jovsa es un municipio del distrito de Michalovce en la región de Košice, Eslovaquia, con una población estimada a final del año 2024 de 858 habitantes.
Se encuentra ubicado al noreste de la región, en la cuenca hidrográfica del río Bodrog (afluente derecho del Tisza) y cerca de la frontera con la región de Prešov, Ucrania y Hungría.

## Demografía
| Año        | 1994 | 2004    | 2014    | 2024    |
| ---------- | ---- | ------- | ------- | ------- |
| Población  | 834  | 836     | 800     | 858     |
| Diferencia |      | +0,23 % | −4,30 % | +7,25 % |

| Año        | 2023 | 2024    |
| ---------- | ---- | ------- |
| Población  | 845  | 858     |
| Diferencia |      | +1,53 % |